# Age of Apocalypse
Age of Apocalypse (L'Ère d'Apocalypse en VF) est un crossover se déroulant dans l'univers de Marvel Comics. Publié entre 1995 et 1996, il impliquait les séries liées aux X-Men, rebaptisées pour l'occasion.

## Histoire
La quête de Légion
Légion, mutant extrêmement puissant et fils de Charles Xavier et Gabrielle Haller (en), fait un bond dans le passé pour supprimer Magnéto. Mais c'est Charles Xavier qui est tué à sa place. Le présent s'en trouva changé : son futur père mort, Légion cesse d'exister. Jean Grey ne fut jamais possédée par le Phénix, et Magnéto, que Xavier avait sauvé en se sacrifiant, sacrifia à son tour ses idées pour faire vivre l'idéal de son ami assassiné. Retrouvant ses enfants, la Sorcière rouge et Vif-Argent, Magneto fonda les X-Men, décidant de les entraîner dans le plus grand secret sur le Mont Wundagore, afin d'échapper aux préjugés visant les mutants. Cependant, Bishop, lui-même un voyageur temporel venu d'un futur alternatif, demeura dans cette réalité, le seul à se souvenir du monde réel.
Apocalypse commença sa guerre de survie du plus fort dix ans avant la date prévue par Mr. Sinistre, et attaqua une base nucléaire américaine (comme Magnéto l'avait fait dans la réalité, à la création des X-Men). Accompagné de ses cavaliers (Candra, Gideon, Guerre, Peste et Dents-de-sabre), il fut repoussé par Magnéto et ses X-Men. Pendant ce temps, la base des X-Men fut attaqué par Némésis, le propre fils d'Apocalypse. Laissée en arrière-garde pour protéger les plus jeunes élèves, la Sorcière Rouge fut tuée par Némésis. Dans son dernier souffle, elle fit promettre à leur dernière recrue, Malicia, de rester fidèle à Magneto. Apocalypse réussit cependant à s'emparer des États-Unis, dominant les humains à l'aide d'une armée d'Infinis, des soldats clonés d'après Jamie Madrox, et de ses nouveaux Quatre Cavaliers - comprenant son fils, nommé désormais Holocauste, Mikhail Rasputin, Mister Sinistre et Abyss. New York devint l'île d'Apocalypse et sa statue remplaça la statue de la Liberté.  
Astonishing X-Men, réves brisés
Une fois à la tête de l'Amérique du Nord, Apocalypse appliqua sa philosophie de la survie du plus fort sur une échelle colossale. Il mit en marche son programme d'épuration génétique sur les humains, écartant ceux qu'il estimait trop faibles ou inadaptés pour survivre. À travers un nettoyage permanent de la population, Apocalypse menaça la race humaine d'extermination. Au cours des années qui suivirent, les X-Men et les forces d'Apocalypse se livrèrent de nombreuses batailles tandis que de nouveaux mutants rejoignaient l'un ou l'autre camp. Lors de l'une de ces batailles, la base de Wundagore fut entièrement détruite et le champ magnétique terrestre sévèrement endommagé, déclenchant une vague de changements climatiques et un bouleversement de l'écosystème entier.  
Ses principaux ennemis étaient les résistants, notamment les X-Men et leurs alliés, la plupart menés par Magnéto. L'Arme X (Wolverine dans notre réalité) quitta les rangs de l'équipe quand Magneto décida, lors d'une mission, d'abandonner Jean Grey sur le terrain, en plein territoire ennemi. L'Arme X put sauver celle qu'il aimait en la tirant du laboratoire de Mr. Sinistre (et où elle rencontra Cyclope), mais le couple ne réintégra pas l'équipe. Malicia finit par épouser Magneto, rompant avec Gambit, qui démissionna, le cœur brisé, avant de fonder sa propre équipe, les X-Ternels. Magneto réussit finalement à trouver un moyen de contrer les pouvoirs d'absorption de Malicia et ils eurent un fils qu'ils baptisèrent Charles en mémoire de Xavier. Pendant ce temps, les humains évacuèrent les États-Unis pour l'Europe, l'Asie et l'Afrique qui devinrent le domaine du Haut Conseil Humain. Moira McTaggert et son époux, Bolivar Trask, inventèrent les Sentinelles, des robots traqueurs de mutants pour monter la garde sur les frontières des territoires contrôlés par les humains. Ils intégrèrent le Haut Conseil Humain d'Eurasie, tentant de venir en aide aux fuyards américains. Apocalypse réagit en bombardant Paris, le site habituel d'accueil des réfugiés, rasant l'ouest de la France et obligeant le Haut Conseil à s'installer à Londres, dans les ruines de Big Ben. 
Bientôt, seul le continent Antarctique restait épargné par le conflit et la jungle préhistorique dissimulée dans ses montagnes (la Terre Sauvage) devint un havre de paix baptisé Avalon, sous la protection de la mutante Destinée, où humains et mutants pouvaient coexister, tout en redoutant d’être découvert par Apocalypse et les siens. Pendant ce temps, au sein des forces d'Apocalypse, la dissension se développait. Considérant la guerre prochaine entre Apocalypse et le Haut Conseil Humain comme une folie, l'un de ses cavaliers, Mister Sinistre, trahit son maître, donnant des informations aux humains par le biais de l'Arme X et de Jean Grey.  
Après vingt années d'errance, Bishop croisa la route des X-Men de Magneto lors d'un combat avec Unus et les Infinis, l'armée mutante d'Apocalypse. Malicia utilisa ses pouvoirs pour extraire des images de l'esprit de Bishop montrant une autre réalité. Magneto commença alors à comprendre qu'il s'agissait peut-être de la vraie réalité et que la leur n'était pas supposée exister et il décida de restaurer le monde. A cette fin, il décida de réunir les trois éléments nécessaires : un voyageur temporel, un éclat du cristal de M'Krann et un précognitif capable de discerner le vrai du faux dans les propos de Bishop et de choisir la réalité correcte. Rendant visite à Génération Next, de jeunes mutants entrainés pour devenir la nouvelle génération d'X-Men par Colossus et son épouse Shadowcat, Magneto demande à l'ordinateur Je-Sais-Tout d'étudier les fichiers d'Apocalypse pour y trouver un précognitif correspondant à leur recherche. Les recherches ne donnèrent qu'un candidat possible : Illyana Raspoutine, pour la plus grande surprise de son frère Colossus, qui la supposait morte depuis la purge ordonnée par Apocalypse. Apprenant  que celle-ci était détenue dans une prison d'Apocalypse, le Noyau, Generation Next, Colossus et Shadowcat décidèrent de s'y rendre et de l'en libérer.  
Gambit & les X-Ternels aux limites de l'Infini
Pour le cristal de M'Krann, Magnéto reprit contact avec Gambit, qui malgré leur rivalité au sujet de Malicia, accepta de mener ses X-Ternels à la quête d'un éclat du cristal. La nouvelle petite amie de Gambit, Lila Cheney, n'ayant pas encore réalisé l'ampleur de ses pouvoirs de téléportation, Magnéto conduisit le groupe dans l'une des chambres secrètes d'Apocalypse dans les tunnels des Morlocks et en utilisa le matériel pour libérer le plein potentiel de Lila. Mais, l'opération alerta un groupe d'Infinis, conduits par Rictor, et Lila put emmener les X-Ternels dans l'Empire Shi'Ar, ou se trouvait le cristal, mais Rictor fut également emmené avec eux. Les mutants se rematérialisèrent sur une planète extra-terrestre, directement face à la Garde Impériale Shi'Ar. Après une courte bataille, les X-Ternels s'échappèrent, se dissimulant dans une jungle ou ils apprirent que l'Empereur Shi'Ar D'Ken Néramani avait tenté de manipuler le cristal, dans le but d'accroitre ses pouvoirs, mettant en danger l'univers entier. De son côté, Rictor s'associa à la Garde, passant un accord avec eux pour retrouver les X-Ternels grâce à son équipement, en échange de pouvoir les ramener sur Terre. La Garde et Rictor retrouvèrent les X-Ternels lorsqu'une vague cristalline se mit à jaillir du Cristal de M'Krann, commençant à envelopper la planète. C'est alors que les X-Ternels furent téléportés à bord d'un vaisseau piloté par les Star-Jammers. Deathbird, la chef du groupe , proposa une alliance aux X-Ternels et ils se rendirent sur la planète du Cristal. Alors que les Star-Jammers occupaient la flotte Shi'Ar, Deathbird accompagna les X-Ternels à la surface. 
Pendant que leurs alliés se chargeaient de ces missions, les X-Men, à la fois pour induire Apocalypse et les siens sur de fausses pistes et parce que le récit de Bishop ne les avaient pas complètement convaincus, poursuivirent leurs activités. Ayant été informé que Holocauste préparait une nouvelle purge à Chicago, Malicia prit la tête d'un autre détachement de X-Men pour l'en empêcher et sauver autant d'humains que possible. Sur place, Malicia perdit rapidement le contrôle sur son équipe quand Sunfire, se rappelant les événements similaires au Japon, devint irrationnel alors que Dents-De-Sabre décidait de régler seul ses comptes avec Holocauste. En dépit des ordres de Malicia, il emmena Wild Child avec lui, laissant le reste de l'équipe s'occuper des humains. C'est à Indianapolis que Dents-De-Sabre et Wild Child retrouvèrent Holocauste, y trouvant aussi le plus récent centre de création des Infinis. Creed envoya Wild Child pour communiquer cette information à Malicia pendant qu'il attaquait directement Holocauste, mais même s'il put ébrécher son armure, il ne put le vaincre et Holocauste commença à le torturer, avant de l'abandonner, enchainé à un rocher. Grâce à Wild Child, les X-Men purent se précipiter pour sauver Dents-De-Sabre mais, en apercevant l'état de celui-ci, Blink décida à son tour d'affronter Holocauste. Moqueur, Holocauste réalisa rapidement qu'il avait sous-estimé son adversaire. Après avoir détruit l'essentiel du bâtiment, elle se révéla capable de le battre , le repoussant dans un bain de matériaux génétiques. En émergeant plus furieux que jamais, Holocauste s'apprêtait à se venger de Blink quand les autres X-Men arrivèrent.
Univers X, dernière offensive
Sur le continent eurasien, le Haut Conseil Humain fit face à l'arrivée du quatrième Cavalier d'Apocalypse, Mikhail Raspoutine, sous le prétexte de s'allier à eux contre Apocalypse. En réalité, avec l'aide du mutant Empath et du Gardien Murdock, Raspoutine commença à hypnotiser des masses d'humains, pour les soumettre à son pouvoir. Mais un groupe d'humains dont Tony Stark, Don Blake et Victor Von Fatalis, demeura suspicieux des intentions du Cavalier et se laissèrent capturer afin de pouvoir pénétrer le vaisseau de leur ennemi. Échappant à leurs geôliers grâce à une ruse mise au point par Stark, le commando s'empara d'armes et détruisit la tour de contrôle de l'appareil qui empêchait les humains d'évacuer la région pour fuir le mur de l'Atlantique d'Apocalypse. Après l'avoir combattu, les héros humains furent rejoints par Bruce Banner, surnommé la Chose, un monstre à l'apparence grisâtre, et Blake réussit à tuer Raspoutine, sacrifiant néanmoins sa vie pour y arriver. Fatalis put alors sauver les membres survivants du Conseil et les mettre en sécurité et les humains purent alors être évacués avec succès afin d'échapper à l'attaque d'Apocalypse.
Au Noyau, Skin et Chamber se firent passer pour des ouvriers, alors que Husk et Vincente éliminaient Quietus, le superviseur du Noyau avant d'adopter son apparence, et que Colossus et Shadowcat restaient monter la garde à l'extérieur de la prison. Enfin, Mondo pénétra dans le pénitencier en fusionnant avec le sol. Localisant Illyana, il la dissimula à l'intérieur de son corps. Malheureusement, Skin et Chamber furent démasqués et, quand le directeur de la prison, Sugar Man, ordonna à Quietus de les tuer, Husk et Vincente furent aussi découverts. De plus, effrayée, Illyanna chercha à s'échapper du corps de Mondo qui, repéré à son tour, fut alors tué par Sugar Man.
L'Arme X et la mission de la dernière chance
Peu après avoir communiqué ses informations à l'Arme-X et Jean Grey, Mr Sinistre décida de rompre définitivement avec Apocalypse. Tout en détruisant son laboratoire, il s'interrogea sur l'impact que sa disparition aurait sur ses deux fils adoptifs, Cyclope et Havok, avant de disparaitre de New York. Après avoir quitté la citadelle, Mr Sinistre décida de concrétiser le plan secret qu'il avait élaboré au cours des dernières années. Quand Jean Grey avait été sa prisonnière, il avait découvert que les gènes de la mutante étaient parfaitement compatible avec ceux de Cyclope et, sans rien leur dire, avait utilisés leurs gènes respectifs pour concevoir artificiellement un enfant doté de pouvoirs tel qu'il pourrait vaincre Apocalypse. L'enfant, baptisé Nate Grey et ignorant tout de ses origines, s'était récemment échappé, avec l'aide de Cyclope et la complicité secrète de Sinistre, lui-même, et avait rejoint un petit groupe de résistants dirigé par le mutant Forge et comprenant le Cerveau, le Crapaud et Sauron. Se faisant passer pour une troupe d'acteurs itinérants, le groupe parcourait les anciens États-Unis. Adoptant l'apparence d'Essex pour dissimuler son identité, Sinistre put rejoindre l'équipe mais dut rapidement en tuer un qui avait vu à travers son déguisement.
De leur côté, ignorant tout des préparations des X-Men, l'Arme X et Jean Grey se rendirent à Londres pour y rencontrer le Haut Conseil, constitué des Trask, mais aussi d'Emma Frost, de Brian Braddock et Mariko Yashida, auquel ils donnèrent des informations communiquées par Mr Sinistre. A la demande du Conseil, le couple accepta d'aider à une nouvelle évacuation d'humains, et en chevauchant une Sentinelle, ils arrivèrent à une tour de surveillance du mur de l'Atlantique d'Apocalypse. Alerté de leurs présences par les Infinis, Havok arriva sur place mais Jean put le retenir le temps que Logan désarme le système de surveillance de la région, permettant aux Sentinelles d'atteindre la cote américaine. Utilisant les pouvoirs du cristal de M'Krann, Magneto renvoya Bishop dans le temps pour prévenir la mort de Xavier. Bishop retourna la lame psychique de Légion contre ce dernier et l’empêcha ainsi de tuer Xavier ou Magneto.
Dans leur dernier combat, Magneto déchira littéralement le corps d'Apocalypse avec ses pouvoirs magnétiques .

## Équipes alternatives
Comme dans le monde "réel", différentes équipes furent créées pour lutter contre Apocalypse, agissant selon le passif et les ambitions de leurs membres. Apocalypse mis au point également des "équipes" pour contrer ces rebelles.

### Les rebelles

#### Les X-Men
Ayant vu Xavier mourir pour sauver sa vie , Magneto fut changé à jamais  . Il jura de consacrer sa vie à l'idéal de Xavier d'une paix entre humains et mutants . Finalement , c'est Magneto qui fonda les X-Men de cette réalité et c'est lui qui devint l'ennemi d'Apocalypse. Au départ, l'équipe comprend :
- Magnéto
- Vif-Argent
- la Sorcière Rouge
- Jean Grey
- Colossus
- l'Arme X
- Iceberg
- Tornade
- Malicia

Puis sont recrutés, après le premier affrontement :
- Gambit
- Dents de Sabre

Enfin, à l'arrivée de Bishop, sont formées les deux équipes pendantes de celle du monde réel :
| - Malicia - Dents de Sabre - Wildchild - Blink - Morph - Diablo - Feu du soleil | - Tornade - Vif-Argent - Iceberg - Le Hurleur - Dazzler - Exodus |

#### X-Calibre
À la suite de la demande de Magnéto de retrouver sa mère, Diablo part en Avalon. Là ils rassemblent de nouveaux alliés :
- Mystique
- Switchback
- Damask, transfuge d'Apocalypse (version alternative de Sage)
- Destinée
- Douglas Ramsey
- Cain Marko (décédé)

#### Gambit et les X-Ternels
Parti de chez les X-Men où il ne se sentait plus chez lui, Gambit fonde une équipe qui s'occupe des problèmes plus quotidiens des rescapés : ils volent ce dont ils ont besoin. Il devint le Robin des Bois de l'Ère d'Apocalypse et dirigea les X-Ternels, une bande de mutants qui volèrent à l'élite d'Apocalypse pour aider les pauvres. Magneto a demandé à Gambit et ses X-Ternels de se rendre dans la galaxie Shi'Ar pour voler le puissant Cristal de M'Krann.
- Lila Cheney
- Solar
- Jubilé
- Malabar

#### Génération Next
Colossus et Étincelle dirigent l'école des futurs X-Men, au rang desquels on compte :
- Husk
- Skin
- Chamber
- Mondo
- Vincente
- Je-sais-tout

#### La résistance de Forge
Forge, à la suite de profondes blessures, s'éloigne des X-Men, et dirige un groupe de mutants qui ne peuvent cacher leurs particularités en temps normal :
- Le Crapaud
- Sauron
- X-Man
- Le Cerveau
- Cyrène
- Brute

#### Le Haut Conseil Humain
Dirigée depuis Londres, l'humanité essaie de lutter contre Apocalypse, avec l'aide de certains mutants.
Le Conseil :
- Bolivar Trask
- Moira MacTaggert
- Brian Braddock
- Emma Frost
- Mariko Yashida
- l'Arme X
- Jean Grey
- Carol Danvers
- Gateway

#### La résistance humaine
- Clint Barton
- Donald Blake
- Frank Castle (décédé)
- Gwen Stacy
- Tony Stark
- Susan Storm
- Ben Grimm
- Victor von Doom
- Bruce Banner

### Les équipes d'Apocalypse
Toutes sont soumises directement à Apocalypse, mais certaines ne sont réunies que le temps d'une mission.

#### Les cavaliers de l’Apocalypse
Équipe qui lutta contre les premiers X-Men, comptant notamment :
- Gidéon
- Candra
- Dents de Sabre
- Guerre
- Peste

Puis à la suite de ce premier choc, Apocalypse changera petit à petit ses cavaliers, les derniers étant :
- Abyss
- Holocauste, le fils d'Apocalypse
- Mister Sinistre , qui complotait secrètement contre Apocalypse et créa Nate Grey pour l'utiliser comme arme vivante contre lui .
- Mikhail Rasputin, frère de Colossus

#### X-Facteur
Mr Sinistre organisa une équipe composée de fratries, afin de garder les camps de concentration des mutants dont les pouvoirs étaient trop faibles. Il se servait de cette équipe comme des prisonniers pour faire ses expériences :
- Cyclope
- Havok
- Véga
- Aurora
- les frères Bedlam
- Sam Guthrie
- Elizabeth Guthrie, sa sœur
- le Fauve (Dark Beast), généticien sadique et pervers qui prend plaisir à faire endurer à ses victimes humaines de douloureuses expériences génétiques.

#### Dark Raiders
Afin de découvrir Avalon, un groupe est envoyé suivre Diablo.
- Damask
- Dead Man Wade
- Moonstar
- Le Roi d'ombre

#### Domino
Pour mettre la main sur X-Man, Apocalypse charge Domino de le retrouver.
- Domino
- Caliban
- Grizzly

#### La confrérie du Chaos
Pour semer la panique et empêcher le sauvetage des réfugiés humains des États-Unis avant l'attaque de l'armada humaine, Apocalypse envoya sous les ordres d'Abyss :
- Yéti
- Copycat
- Spyne
- Madison Jeffries
- Arclight

#### Les Maraudeurs
Équipe composée des terroristes humains qui ont trahi l´humanité :
- Arcade
- Dirigible (Le Caïd)
- Le Hibou
- Red (Norman Osborn)

### Neutres
Certains groupes de personnages préfèrent rester neutres dans le conflit, soit pour profiter des deux camps (comme Angel dans Le Ciel), soit pour protéger les personnes qui ne veulent pas être impliquées dans le conflit, soit encore pour profiter du chaos régnant pour s'enrichir sans prise de position. Certains sont impliqués dans le conflit alors qu'ils ne sont pas partie prenante (pas directement en tout cas). On peut voir notamment des pendants de Callisto, Omega Red, Épervier ou de Manta.

#### Le Ciel
Boite de nuit de Warren Worthington III, elle emploie un certain nombre de mutants ou non (Karma, Scarlett McKenzie). Elle est un refuge pour son patron, qui peut monnayer ses renseignements à toutes les parties (plus fréquemment aux rebelles).

#### Avalon
Basée sur la Terre sauvage, elle regroupe tous les mutants et humains qui veulent vivre en harmonie et ne pas participer à la guerre qui a lieu. Fondée par Destinée, la base comprend entre autres Douglas Ramsey et Cain Marko.

#### LesShi'ar
Dans l'espace, les Frères des étoiles, composés de Raza Long-Couteau, Ch'od et Hepzibah, et menés par Deathbird, affrontent la Garde Impériale Shi'ar, menée par Gladiator. On y rencontre également un pendant du Mephitisoïde.

## Dénouement
On pensait à la fin de la guerre que le crystal M’Kraan, qui maintenait cette réalité en existence, fut détruit, et l’Ère d'Apocalypse cessa d'exister, avec tout ce qu'elle contenait. Seuls quelques individus survécurent, aspirés par la réalité de l'Univers Marvel "standard". Mais en fait, on découvre plus tard qu'elle existait encore comme univers parallèle à part sous le nom de Terre-295 (Earth-295). Jean Grey avait utilisé ses pouvoirs de Phoenix pour sauver cette réalité . Elle réapparait plus tard durant le crossover de 2015 "Secret Wars".
Parmi eux, on retrouve : 
- Bishop, qui retrouve alors la réalité "normale"
- Holocauste, qui après s'être retrouvé dans un monde utopique, rejoindra malgré lui les Exilés
- Nate Grey, le clone créé par Mister Sinistre
- Dark Beast, atterrissant 20 ans avant les autres, et créant la communauté des Morlocks.
- Le Confiseur, qui prend le contrôle de Genosha.
- Blink, Magnus et Dents de sabre, qui passent de réalité en réalité, avec les Exilés et Weapon X

## Adaptations dans d'autres médias

### Jeux vidéos
- Le jeu X-Men: Reign of Apocalypse, sorti en 2001 sur Game Boy Advance est librement adapté de l'arc narratif Age of Apocalypse ;
- X-Men Legends II: L'Avènement d'Apocalypse, un jeu de rôle sorti en 2005 est largement inspiré d'Age of Apocalypse ;
- Le jeu Marvel : Avengers Alliance proposait une opération spéciale nommée Apocalypse basée sur l'histoire d'Age of Apocalypse ;
- Dans le jeu vidéo mobile Marvel Future Fight, un niveau est basé sur le crossover Age of Apocalypse ;
- Le jeu Marvel Ultimate Alliance 3: The Black Order sorti sur Switch dispose d'un costume alternatif pour Colossus basé sur son design dans Age of Apocalypse.

### Séries télévisées
- La seconde saison de Wolverine and the X-Men aurait dû être calquée sur l'arc Age of Apocaypse, mais la série fut annulée avant le début de la production.
- Dans la série animée X-Men, un épisode de la quatrième saison est directement inspiré de l'Age of Apocalypse avec l'assassinat de Charles Xavier par un voyageur temporel.